# 과테말라윗수염박쥐
과테말라윗수염박쥐(Myotis cobanensis)는 애기박쥐과 윗수염박쥐속에 속하는 박쥐이다. 과테말라에서만 발견된다.

## 특징
몸길이가 34.5mm인 작은 박쥐로 전완장은 41.1mm이고 꼬리 길이는 35.5mm이다. 발 길이는 9.9mm, 귀 길이는 12.5mm이다.

## 생태
완모식표본은 대성당 안에서 포획했다.

## 분포 및 서식지
해발 1,305m 과테말라 중부 코반 근처에서 붙잡은 2마리의 표본만이 알려져 있으며, 뉴욕 미국자연사박물관에 전시되어 있다.